# Papá Doble
El Papá Doble o Daiquirí a la Papa es el cóctel que consumió Ernest Hemingway en el bar habanero El Floridita, donde se daba a conocer como Papa Hemingway, y consiste en un Daiquirí sin azúcar y doble de ron. Así lo prefería él. Además, también se prepara tipo frozen, es decir, con hielo frappé. Si bien, el escritor lo denominaba «Daiquirí a lo salvaje», fue Constantino Ribalaigua quien lo bautizó como Papá doble. También es llamado «Daiquirí doble» en la novela de Hemingway, Islas en el golfo (1986).
A diferencia de un Daiquirí normal, el Daiquirí de Hemingway presenta un fuerte sabor a ron, por lo que no gusta a todos los paladares. Más tarde la receta mejoró, de la mano de otro barman del Floridita, Antonio Meilán, al Hemingway Special, que incluye el ron y el jugo de lima o limón, y además le agregó licor Marrasquino (Luxardo Maraschino) y jugo de toronja (pomelo). Aunque Hemingway no llegó a conocer esta versión, fue la forma registrada por la International Bartenders Association.